# Campionati mondiali di pattinaggio di velocità su distanza singola 2024 - 3000 m femminili
L'evento dei 3000m femminili dei Campionati mondiali di pattinaggio di velocità su distanza singola 2024 si è svolto il 15 febbraio 2024 alla Olympic Oval di Calgary, in Canada.

## Risultati
| Pos | Pair | Corsia | Atleta                | NOC         | Tempo   | Diff   |
| --- | ---- | ------ | --------------------- | ----------- | ------- | ------ |
| 1   | 10   | i      | Irene Schouten        | Paesi Bassi | 3:57.10 |        |
| 2   | 4    | i      | Isabelle Weidemann    | Canada      | 3:58.01 | +0.91  |
| 3   | 8    | o      | Martina Sáblíková     | Rep. Ceca   | 3:58.33 | +1.23  |
| 4   | 9    | i      | Marijke Groenewoud    | Paesi Bassi | 3:59.81 | +2.71  |
| 5   | 8    | i      | Ragne Wiklund         | Norvegia    | 3:59.84 | +2.74  |
| 6   | 9    | o      | Ivanie Blondin        | Canada      | 4:03.14 | +6.04  |
| 7   | 7    | o      | Han Mei               | Cina        | 4:03.73 | +6.63  |
| 8   | 5    | i      | Yang Binyu            | Cina        | 4:04.86 | +7.76  |
| 9   | 6    | i      | Momoka Horikawa       | Giappone    | 4:06.07 | +8.97  |
| 10  | 10   | o      | Valérie Maltais       | Canada      | 4:06.17 | +9.07  |
| 11  | 5    | o      | Elisa Dul             | Paesi Bassi | 4:06.54 | +9.44  |
| 12  | 7    | i      | Yuna Onodera          | Giappone    | 4:07.60 | +10.50 |
| 13  | 2    | i      | Kaitlyn McGregor      | Svizzera    | 4:07.68 | +10.58 |
| 14  | 3    | i      | Mia Manganello        | Stati Uniti | 4:08.99 | +11.89 |
| 15  | 2    | o      | Greta Myers           | Stati Uniti | 4:10.28 | +13.18 |
| 16  | 1    | i      | Yuka Takahashi        | Giappone    | 4:10.73 | +13.63 |
| 17  | 3    | o      | Sofie Karoline Haugen | Norvegia    | 4:11.00 | +13.90 |
| 18  | 1    | o      | Laura Lorenzato       | Italia      | 4:12.04 | +14.94 |
| 19  | 6    | o      | Magdalena Czyszczoń   | Polonia     | 4:15.35 | +18.25 |
| 20  | 4    | o      | Sandrine Tas          | Belgio      | 4:16.59 | +19.49 |